# 5644 Морінбел
5644 Морінбел (5644 Maureenbell) — астероїд головного поясу, відкритий 22 серпня 1990 року.
Тіссеранів параметр щодо Юпітера — 3,158.